# 華北製藥康欣
華北製藥康欣有限公司（North China Pharmaceutical Group Kangxin Company Limited），屬於華北製藥旗下公司，1953年以华北制药厂淀粉分厂成立，在1957年投產，之後在1994年開始轉為中外合資更名為「華北製藥康欣有限公司」，主要生產及研發品种为淀粉及淀粉糖系列产品、维生素B12系列产品、口服固体制剂、保健食品及食品。
而母公司曾和中國製藥母公司石家莊製藥集團合併，但已告吹，原因為是受到文化和效益問題。2009年6月被前稱金牛能源的冀中能源股份收購，成為旗下公司。  

## 外部連結
- 華北製藥康欣有限公司 （页面存档备份，存于）